# El Terrero, Querétaro Arteaga
El Terrero är en ort i Mexiko.   Den ligger i kommunen Cadereyta de Montes och delstaten Querétaro Arteaga, i den sydöstra delen av landet, 150 km norr om huvudstaden Mexico City. El Terrero ligger 1 849 meter över havet och antalet invånare är 439.
Terrängen runt El Terrero är kuperad. Runt El Terrero är det ganska glesbefolkat, med 38 invånare per kvadratkilometer. Närmaste större samhälle är Cadereyta de Montes, 17,3 km väster om El Terrero. Trakten runt El Terrero består i huvudsak av gräsmarker.